# Pelargonium cordifolium
Pelargonium cordifolium là một loài thực vật có hoa trong họ Mỏ hạc. Loài này được Curtis mô tả khoa học đầu tiên.

## Hình ảnh

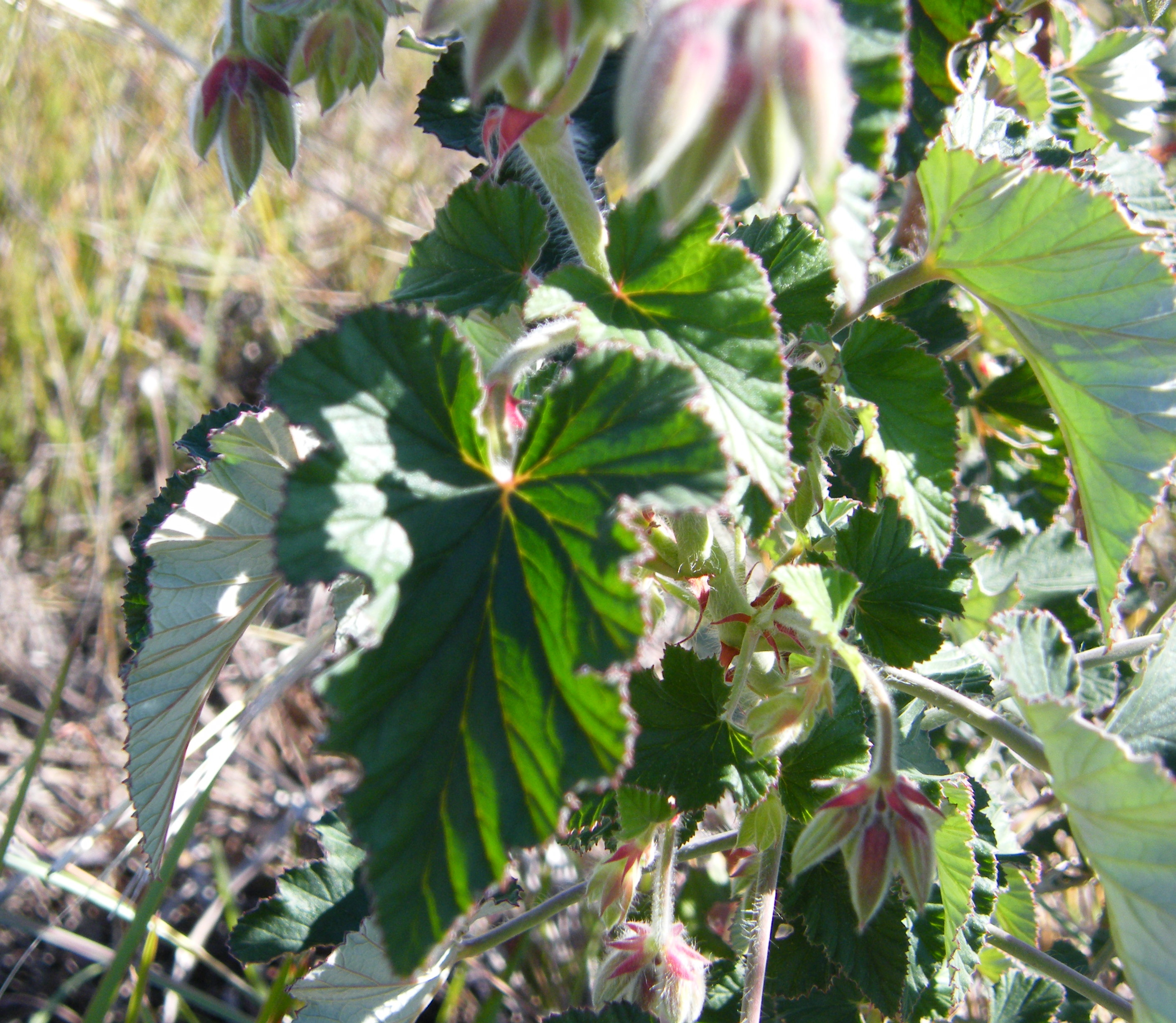
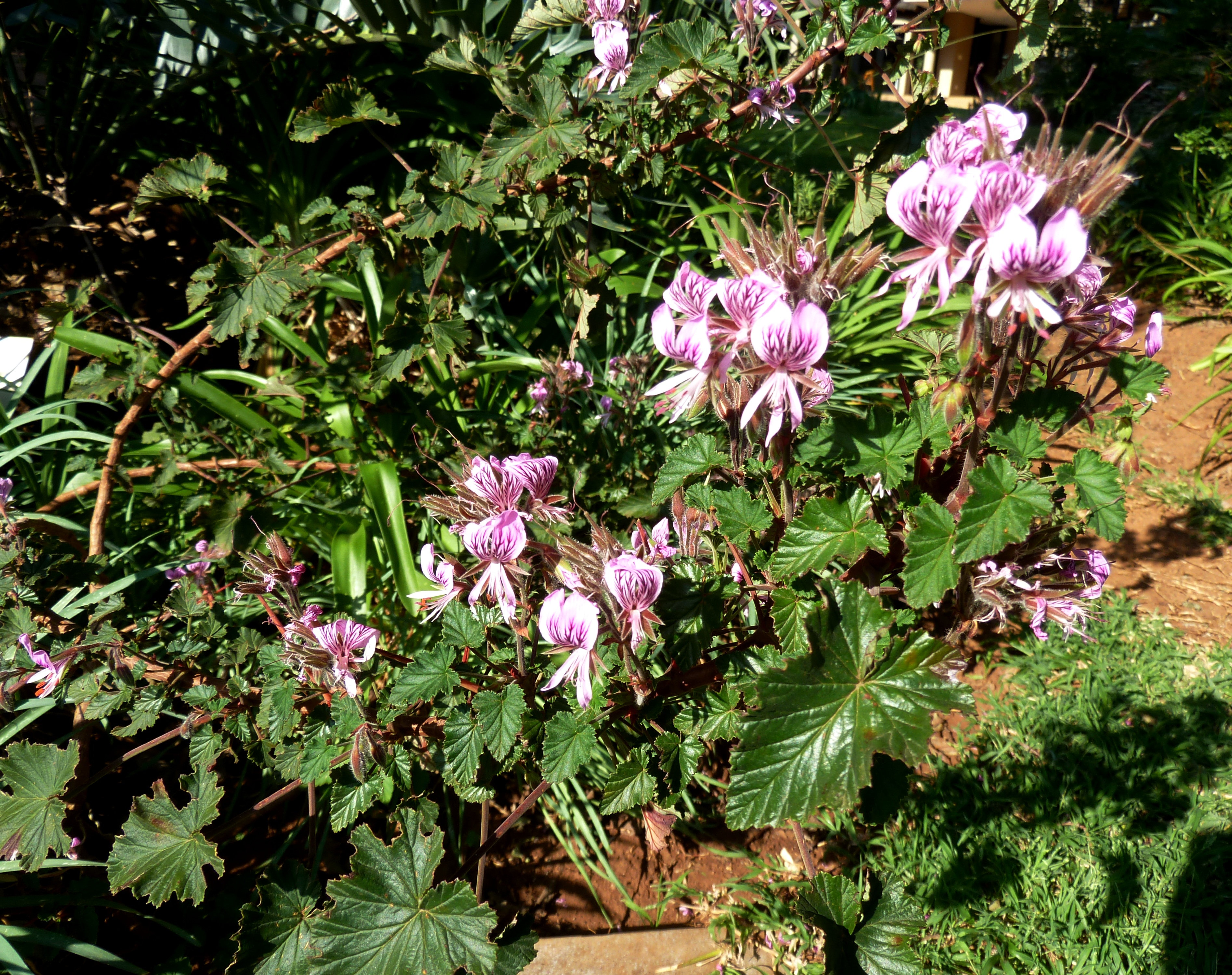
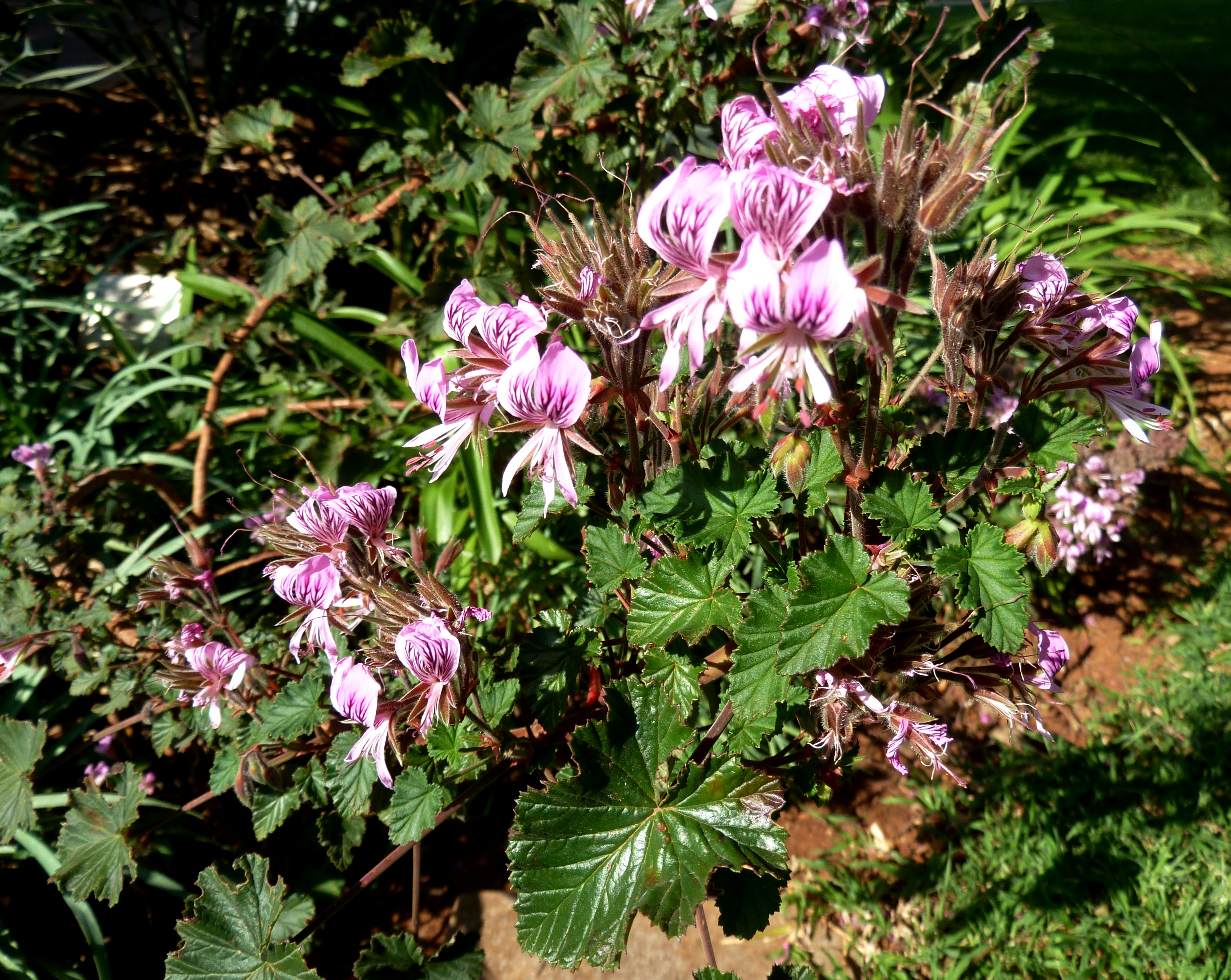
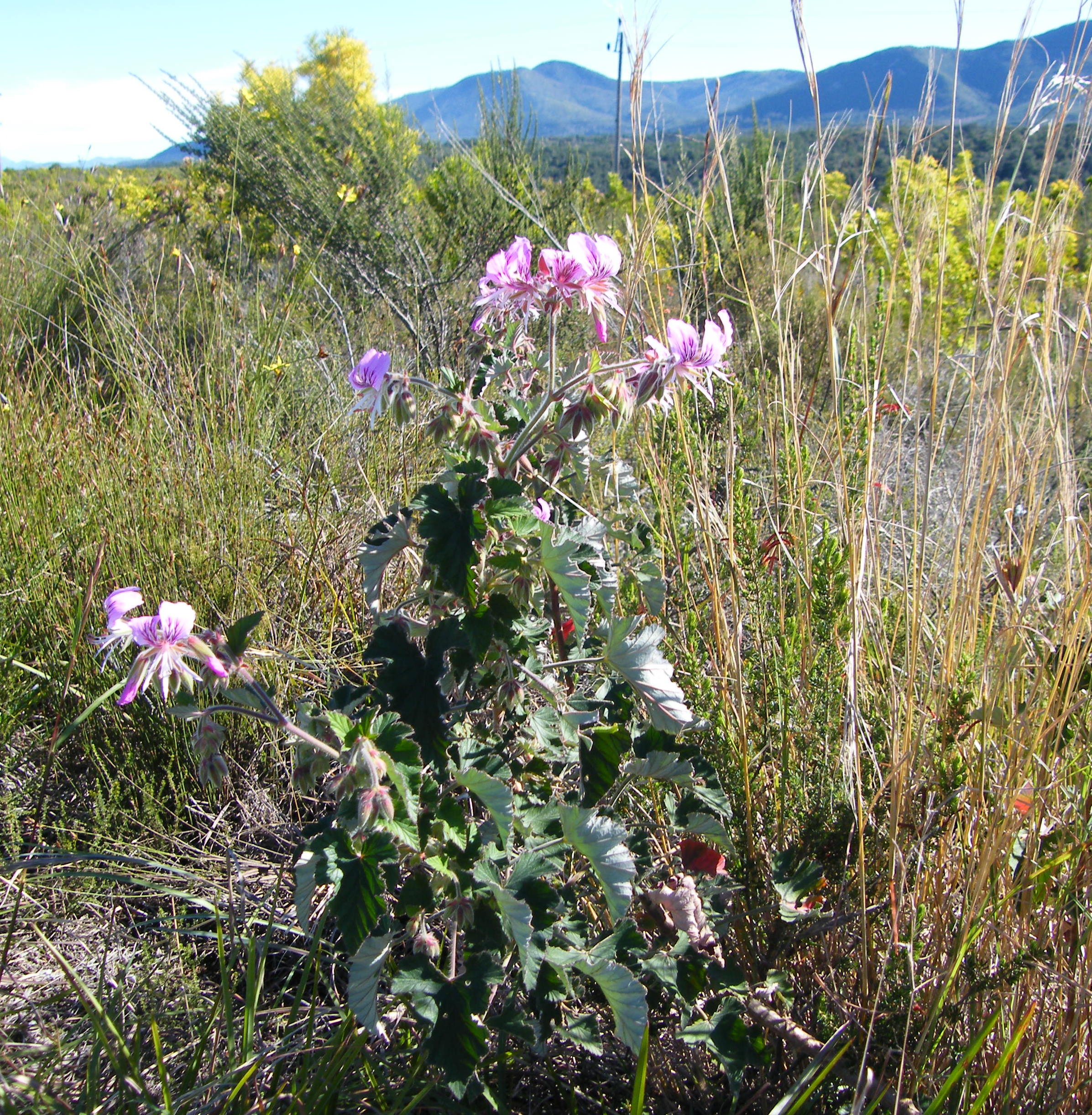